# Bez milosti
Bez milosti je hrvatski izraz za vojnu izreku koja na engleskom jeziku glasi no quarter.  Izreka se često upotrebljavala prigodom ratnih sukoba, a značila je “bez zarobljenika“, odnosno da im se pobjednik u nekoj bitki ne smiluje, te sve zarobljene vojnike protivničke strane ne poštedi i ne postupa s njima po međunarodnim konvencijama vezanim za ratne zarobljenike, nego ih ubije. Ubijanje, odnosno smaknuće je uslijedilo ne samo kada su protivnički vojnici zarobljeni pod prijetnjom oružja i bez svoje volje, nego i u slučajevima kada su se oni dragovoljno predali.
Kroz povijest je još od antičkih vremena poznato da su prije neke bitke vojni zapovjednici naređivali svojim podređenima da ne daju milost poraženim protivnicima, ali ni da ju prime. Razlozi za pogubljenje ratnih zarobljenika obično su bili u svrhu zaplašivanja protivnika, radi osvete ili kako bi se zadovoljili sadistički nagoni pobjednika nakon bitke. Ratne se zarobljenike ponekad ubijalo i kada nije bilo za sve dovoljno hrane, vode ili neke druge neophodne potrepštine, pa su pobjednici gledali da prvo namire sebe. Postupanje bez milosti prema ratnim zarobljenicima održalo se do novijeg doba, a na prostorima jugoistočne  Europe osobito je poznata njegova primjena neposredno poslije 2. svjetskog rata.
Podrijetlo samog engleskog izraza no quarter govori da pobjednici neće dati utočište zarobljenim neprijateljskim vojnicima, odnosno udomiti ih ili smjestiti u svojoj četvrti (kvartu) gdje prebivaju. Ponekad se nedavanje milosti najavljivalo neprijateljima davanjem signala crvenom zastavom (takozvanom „krvavom zastavom“).
Haškom ratnom uredbom iz 1899. godine su, između ostalog, regulirana pitanja međunarodnog  humanitarnog ratnog prava, uključujući postupanja prema ratnim zarobljenicima. Od tada je zabranjeno ne dati im milost; u suprotnom se takav čin smatra počinjenjem ratnog zločina. Poštivanje međunarodnih konvencija vezanih uz postupanje s ratnim zarobljenicima obavezno je za sve zemlje koje su takve konvencije potpisale.